# Château de Roncherolles
 (mai 2017).
Si vous disposez d'ouvrages ou d'articles de référence ou si vous connaissez des sites web de qualité traitant du thème abordé ici, merci de compléter l'article en donnant les références utiles à sa vérifiabilité et en les liant à la section « Notes et références ».
Le château de Roncherolles est un ancien château situé à Bolbec, en Seine-Maritime.

## Historique
Le château date du premier quart du XIXe siècle, avant 1822. Il fut bâti pour un industriel bolbécais, Pierre Pouchet. En 1822, il comprend un corps de logis au milieu d'une grande cour d'honneur, avec un parc et un jardin régulier. Au sud figure une fabrique de mouchoirs de plan en L. 
Le château appartient ensuite à Jacques Fauquet, industriel et maire de Bolbec qui, vers 1830, y fait de nombreux embellissements, tant au logis qu'au parc, dont un kiosque-belvédère. Puis la propriété devient l'institution Notre-Dame. Elle est rachetée vers 1895 par un riche marchand de bois de Gruchet-le-Valasse du nom de Pierre Lechevalier (1829-1910). La légende raconte que son fils Jules, né en 1871, l'accompagna avec un panier rempli de pièces d'or chez le notaire. Le château fut revendu dans l'entre-deux-guerres et le corps de logis fut détruit en 1962.

## Description
Le logis était en brique et pierre avec sous-sol et étage carré, la fabrique est en brique enduite avec des arcades aveugles.